# 真賀里文子
真賀里 文子（まがり ふみこ）は、日本の人形アニメーター、演出家。岡山県新見市出身。

## 概要
持永只仁の会社で美術のアルバイトしている時に人形アニメーションに出会い、持永に師事。
のち、テレビや映画を中心に人形アニメーションを担当。子ども向け作品からCM、特撮アニメーションと守備範囲は広く、CMを含めるとこれまで1000本以上のアニメーションをこなしている。
代表作はテレビ、『ウルトラQ』第4話「マンモスフラワー」、『コメットさん』（1967年）、長編人形アニメーション映画『くるみ割り人形』（1979年）、自主制作作品『くまの子ウーフ』（1983年）、埼玉県の航空発祥記念館で上映された世界初のIMAX用人形アニメーション『天までとどけ』（1993年）など。
また、「コンタック」「ドコモダケ」「液キャベ」など多数のCMを担当。
「ちぃちゃんとヒゲおじさん」シリーズが「プチプチ・アニメ」（NHK教育テレビ）で放映。また、「アート・アニメーションのちいさな学校」で立体アニメーションを教える。
東京国際アニメフェア2013の『第12回 東京アニメアワード コンペティション』において審査委員を務め、また東京アニメアワード2014においてアニメ功労部門を受賞している。